# Sebastian Stock
Sebastian Stock (ur. 15 listopada 1977 w Immenstadt im Allgäu) - praworęczny niemiecki curler, obecnie mieszka w Bergdorfie (Szwajcaria).

## Drużyna
- Daniel Herberg (trzeci)
- Markus Messenzehl (drugi)
- Patrick Hoffman (otwierający)